# Чемпіонат світу з трекових велоперегонів 1903
Чемпіонат світу з трекових велоперегонів 1903 пройшов з 16 по 22 серпня 1903 року в Копенгагені, Данія. Змагання проводилися у двох дисциплінах — спринті та гонці за лідером серед аматорів та для професіоналів окремо.

## Медалісти

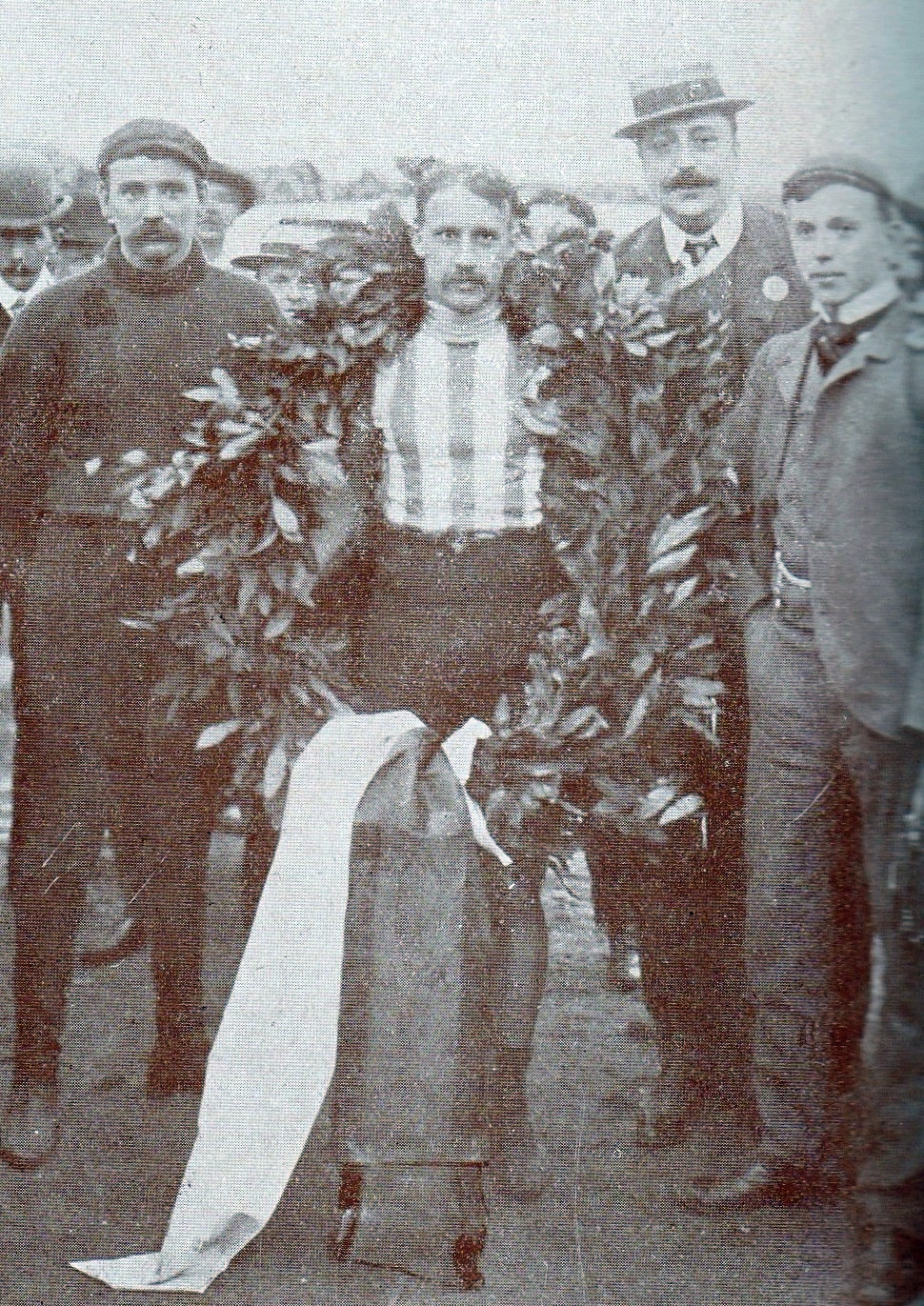
Піт Дікентман- переможець гонки за лідером серед Професіоналів

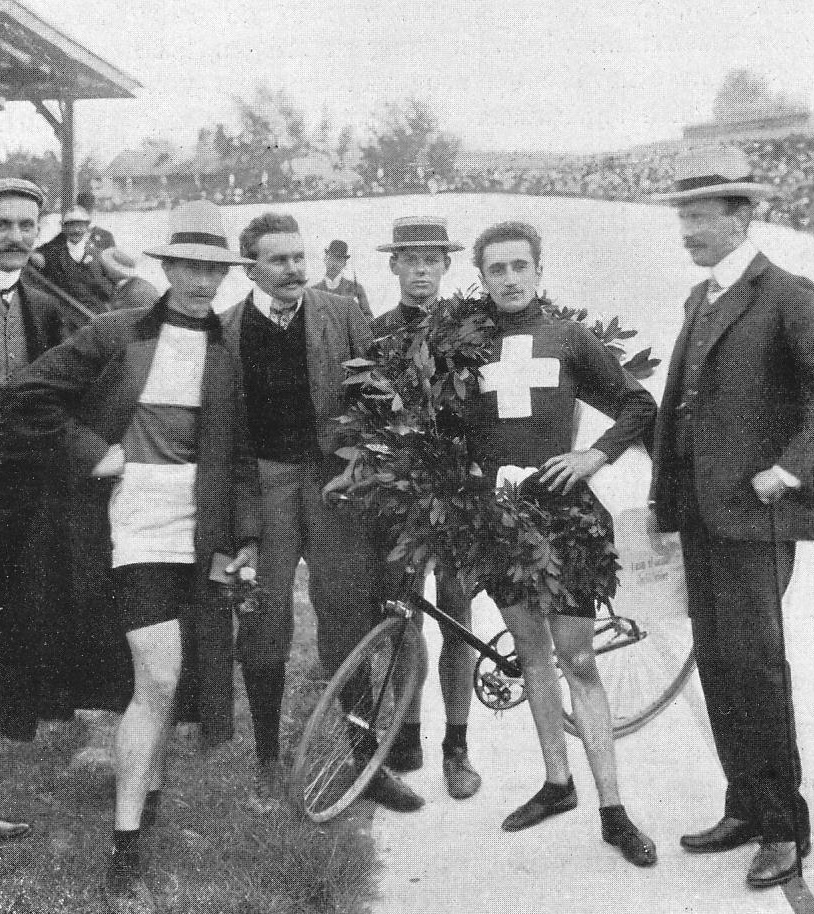
Едмон Одемар - переможець гонки за лідером серед аматорів

### Чоловіки
Професіонали
| Дисципліна       | Золото             | Срібло       | Бронза            |
| Спринт           | Торвальд Еллегаард | Віллі Аренд  | Гаррі Меєрс       |
| Гонка за лідером | Піт Дікентман      | Тадеус Робль | Альфред Ґьорнеман |

Аматори
| Дисципліна       | Золото       | Срібло             | Бронза           |
| Спринт           | Артур Рід    | Джеймс Беньон      | Карл Хеллеман    |
| Гонка за лідером | Едмон Одемар | Вітторіо Карлеваро | Райнхольд Герцог |

## Загальний медальний залік
| Місце  | Країна           | Золото | Срібло | Бронза | Загалом |
| ------ | ---------------- | ------ | ------ | ------ | ------- |
| 1      | Велика Британія  | 1      | 1      |        | 2       |
| 2      | Нідерланди       | 1      |        | 1      | 2       |
| 2      | Данія            | 1      |        | 1      | 2       |
| 4      | Швейцарія        | 1      |        |        | 1       |
| 5      | Німецька імперія |        | 2      | 2      | 4       |
| 6      | Італія           |        | 1      |        | 1       |
| Всього | Всього           | 4      | 4      | 4      | 12      |